# Anthurium bullosum
Anthurium bullosum är en kallaväxtart som beskrevs av Luis Aloysius, Luigi Sodiro. Anthurium bullosum ingår i släktet Anthurium och familjen kallaväxter. Inga underarter finns listade.